# 말하는 눈
《말하는 눈》은 1985년 4월 21일에 MBC TV에서 방영되었던 베스트셀러극장이다.

## 줄거리
수란(이기선)이 애인(박영규)과 모의하여 남편(임정하)을 살해하는 과정을 시어머니(정혜선)는 두 눈으로 목격하지만 오랜 투병생활의 영향으로 전신이 마비된 데다가 말조차도 할 수 없다. 사건 수사에 골머리를 앓던 수사팀은 어느 날 형사(김추련)를 간호사로 위장시켜 투입하고, 형사는 시어머니와의 눈의 대화를 통해 사건의 진상을 밝히고자 하는데...

## 출연
- 정혜선
- 이기선
- 박영규
- 김추련
- 임정하
- 문회원
- 이영후
- 정종호
- 정유나